# 薩摩·格拉
薩摩·格拉（Summer Lyn Glau，1981年7月24日—）是美國著名女演員，較顯為人知的演出是在《螢火蟲》和《衝出寧靜號》中扮演River，以及在《終結者外傳:莎拉康納戰紀》中扮演冷艷的TOK-715型終結者Cameron。

## 早年生活
薩摩出生在德州的聖安東尼奧，並和她的兩位妹妹（和）在此成長。薩摩有蘇格蘭、愛爾蘭和日耳曼血統，她的母親是一名中學教師，而她的父親則是一名承包商。
薩摩幼年時得到一所芭蕾舞團的獎學金，並在3年級至12年級期間在家自學，以此完成她的芭蕾舞蹈訓練。她被訓練成專業的古典芭蕾舞者，並也學習過探戈和佛朗明哥舞蹈。然而因為腳踝的嚴重受傷，薩摩被迫結束了她的芭蕾舞者生涯。
在2002年時，薩摩決定搬到洛杉磯，並且開始致力於她的演員生涯。

## 演藝事業
薩摩第一個電視劇角色是在2002年的美劇《Angel》裡客串一名芭蕾舞者；這是一個成功的契機，她在此劇裡的演出吸引了著名戲劇導演喬斯·溫登的注意，並因此得到了扮演科幻影集《螢火蟲》裡River Tam的機會。雖然此劇僅僅播出了11集就遭到腰斬，但其在DVD販售的空前盛況，以及眾多瘋狂影迷的追捧之下，續而推出了電影版《衝出寧靜號》；因此薩摩又被招回了劇組，扮演天才少女River。在《衝出寧靜號》裡，薩摩有個較為重要的演出---打鬥。她將她的舞蹈技術融合了武打，表現出了一種令人驚嘆的戰鬥場面。為此，她接受了六個月的格鬥技巧訓練。

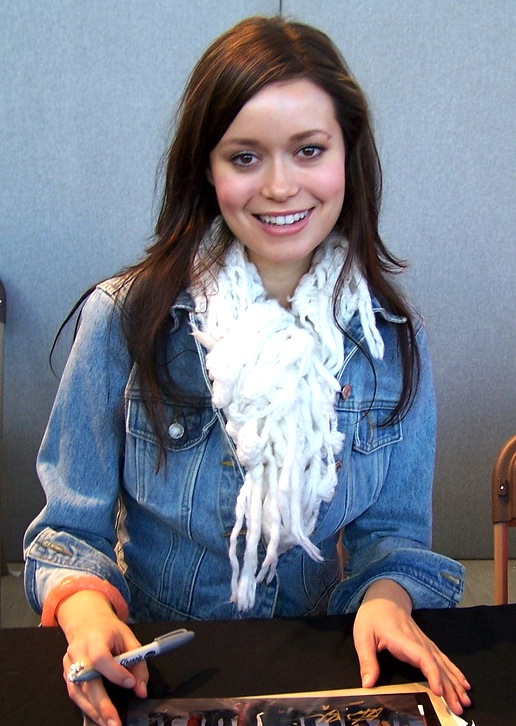
薩摩在CollectorMania(2007)

而在《終結者外傳:莎拉康納戰紀》中，薩摩扮演一名叫做Cameron的女終結者，任務是保護康納母子，並阻止天網的誕生。雖然此劇在第二季完結後便被終結，但薩摩飾演的Cameron深受觀眾喜愛，因此大大得增加了她的知名度，令她的演藝生涯達到了一個高峰。

## 個人生活
薩摩參加了許多慈善事業，其中她在eBay網上販賣泰迪熊以此為一間美國女子醫院籌募善款。她還是一名動物愛護者，曾公開表示支持洛杉磯愛護動物協會，並自己手繪一些寵物碗盆在eBey網上販售，為此協會募集資金。除此之外，薩摩從1995年開始成為一名素食者，但在拍攝《衝出寧靜號》期間，她因為格鬥訓練需求而吃了牛排。在劇中，她必須接受多種形式的培訓，包含有中國武術、踢拳等等格鬥技術。

## 獎項
薩摩在SFX雜誌中被評為2005年度最佳女主角，並且因為她在《衝出寧靜號》中出色的表現，而榮獲了2005年土星獎最佳女配角獎。
在2008年，薩摩因為在《終結者外傳:莎拉康納戰紀》中飾演Cameron，而獲得第34屆土星獎最佳女配角，還被SpikeTV在Scream Awards中評選為科幻電影/影集最佳女角色。

## 參自
Summer Glau （页面存档备份，存于）

## 外部連結
- 薩摩·格拉在互联网电影资料库（IMDb）上的資料（英文）